# Дунайский биосферный заповедник
Дунайский биосферный заповедник (до 1998 г. заповедник «Дунайские плавни») — самостоятельная природоохранная и научно-исследовательская организация. Бо́льшая часть территории Дунайского биосферного заповедника (далее ДБЗ) расположена в северо-восточной части дельты Дуная в пределах Украины в окрестностях города Вилково, Измаильского района Одесской области. На востоке ДБЗ граничит с Чёрным морем, а на юге — с Румынией. Составляющими природно-территориальными частями ДБЗ является вторичная (морская) дельта Килийского рукава, Жебриянская гряда, Стенцовско-Жебриянские плавни (СЖП) и остров Ермаков. Кроме того Указом Президента Украины № 117/2004 от 2 февраля 2004 в состав ДБЗ вошли достаточно автономные территории — верховья озера Сасык и Джантшейское озеро. Общая площадь ДБЗ вместе с протоками, внутренними водоёмами, 2-х километровой полосой акватории Чёрного моря и включенными в 2004 году участками составляет 50252,9 га. Решением Международного координационного комитета программы ЮНЕСКО «Человек и биосфера» от 9 декабря 1998 заповедник включён в состав мировой сети биосферных резерватов в составе билатерального румынско-украинского биосферного резервата «Дельта Дуная».
На румынской стороне дельты Дуная тоже создан заповедник, внесенный в 1991 году в Список Всемирного Наследия ЮНЕСКО.

## Территория и история создания
Создание заповедного объекта в украинской части дельты Дуная началось в 60-х годах прошлого века. Учёными Института гидробиологии (г. Киев) и Института зоологии им. Шмальгаузена (г. Киев) НАН Украины было предложено создание зоологического заказника в дельте Дуная.
В 1964 году Межведомственным совещанием по вопросам комплексного использования природных ресурсов дельты Дуная, которая проходила под эгидой Академии наук Украины, было рекомендовано создать заповедник в украинской части дунайской дельты. И уже в 1967 Постановлением Совета Министров УССР № 490 от 24 июля в дельте реки Дунай создана природоохранная зона с режимом памятника природы республиканского значения. В него вошли полоса плавневых земель вдоль прибрежной части Чёрного моря шириной 1 км вглубь материка (всего 3 тыс. га) и километровая полоса морской акватории. В 1973—1978 гг. Советом Министров СССР создается Дунайский филиал Черноморского государственного заповедника в системе Академии наук Украины на площади 7758 га, и впоследствии расширяется заповедная территория до 14851 га. Дельту Дуная правительственным решением относят к Рамсарским водно-болотным угодьям, имеющим международное значение, главным образом в качестве мест обитания водоплавающих птиц 23 апреля 1981 Совет Министров УССР принял постановление «Об организации государственного заповедника» Дунайские плавни " в подчинении Академии наук Украины. Структурно заповедник был подчинен Одесскому отделению Института биологии южных морей им. А. О. Ковалевского. В 1994 году природный заповедник «Дунайские плавни» подчиняется Президиуму Национальной академии наук Украины и становится самостоятельным юридическим лицом. В этом же году Правительством Украины был подписан договор со Всемирным Банком «Сохранение биологического разнообразия в украинской части дельты Дуная», который предусматривал выделение финансов на создание Дунайского биосферного заповедника. В выполнении работ по этому проекту участвовало более 60 научных сотрудников из многих научных учреждений НАН Украины, вузов и др., в том числе заповедника. Результаты этих исследований по проекту освещены в многочисленных научных публикациях и, прежде всего, в монографии «Биоразнообразие Дунайского биосферного заповедника, сохранение и управление» (1999 год). Проект экспонировался Украиной на всемирной выставке в Ганновере (2000 год) в числе самых успешных экологических проектов. Дунайский биосферный заповедник создан Указом Президента Украины «О создании Дунайского биосферного заповедника» № 861 от 10 августа 1998 года на базе природного заповедника «Дунайские плавни» общей площадью 46402,9 га. Решением ЮНЕСКО от 2 февраля 1999 ДБЗ включен в мировую сеть биосферных заповедников в составе билатерального румынско-украинского биосферного резервата «Дельта Дуная», благодаря чему одна из крупнейших дельт мира стала практически полностью заповедной. В 2004 году в соответствии с Указом Президента Украины «О расширении территории Дунайского биосферного заповедника» № 117 от 2 февраля площадь земель, передаваемых ДБЗ в постоянное пользование, увеличена на 1295 га (за счёт земель Килийского района) и общую территорию расширено на 3850 га (земли Татарбунарского района), предоставленные без изъятия у землепользователей. В соответствии с вышеизложенными Указами, а также с учётом результатов проведения землеустроительных работ, общая площадь ДБЗ составляет 50252,9 га. Учитывая процессы непрерывного дельтообразования в состав территории ДБЗ автоматически входят все новообразования (острова, косы и т. д.) авандельты. Этот уникальный естественный процесс формирования в дунайской дельте новой суши Украины и Европы, которая с самого начала получает статус заповедной, является отличительной чертой ДБЗ.

## Природа заповедника

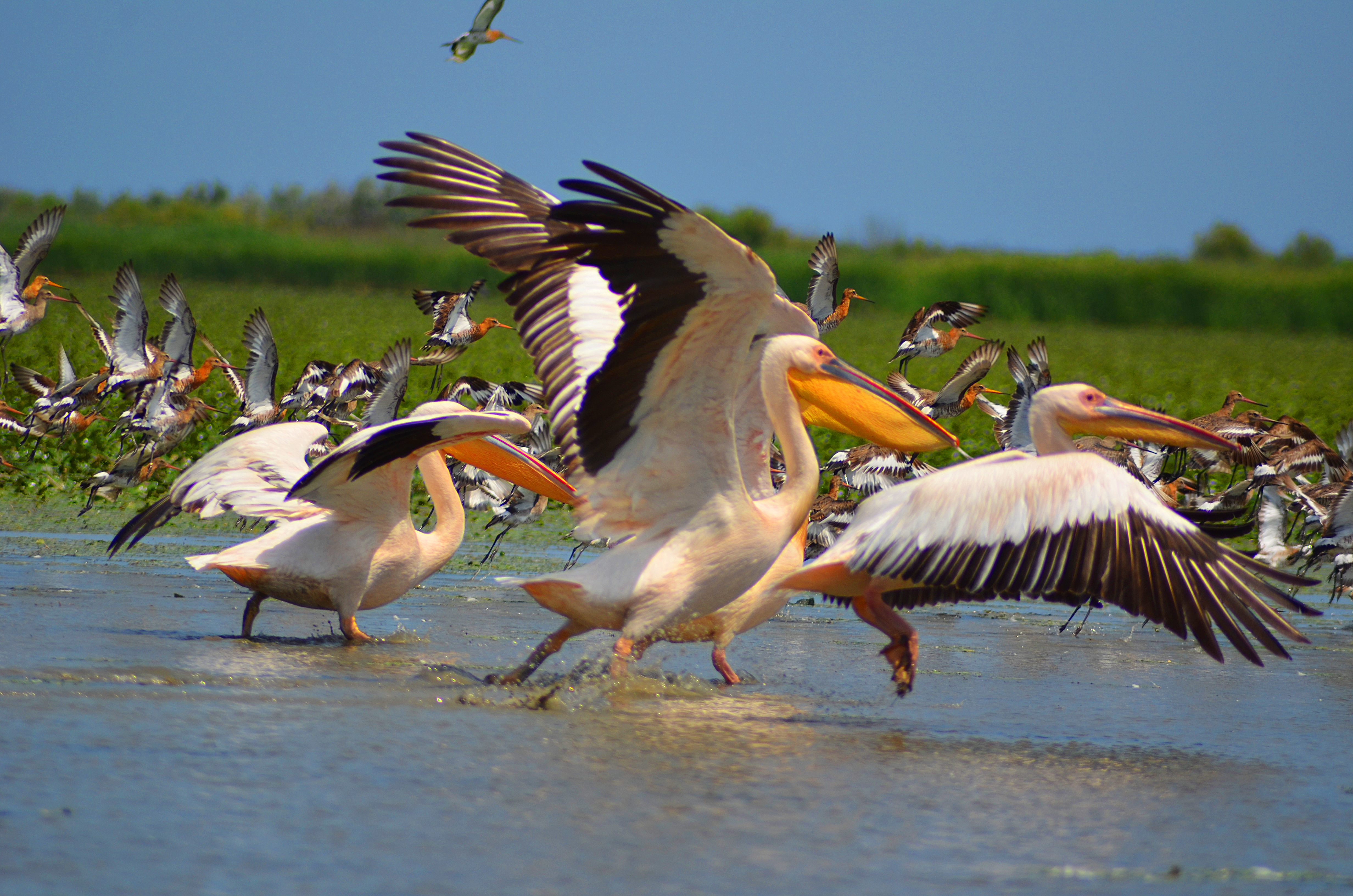
Розовый пеликан (Pelecanus onocrotalus) — символ дельты Дуная

Первичная дельта Дуная сформировалась в послеледниковый период из твёрдого стока реки на месте Древне-Дунайского лимана. Вторичная (морская) дельта Килийского рукава, ниже г. Вилково, в геологическом плане достаточно молодая. Её возраст составляет только около 400 лет. Создана она на морских отмелях главным образом отложениями твёрдого стока реки с примесями песка морского происхождения. Остатком древней гряды морских дюн является современная песчаная Жебрияновская гряда.

Почвы дельты сформировались на базе речного алюминия и морского песчаного субстрата в результате дерново-лугового процесса в условиях сильного и длительного увлажнения. Для дельтовых угодий характерные луговые, лугово-болотные, болотные почвы и солончаки. По механическому составу они, в основном, тяжёлосуглинистые и глинистые. На болотные почвы в дельте, естественно, приходятся наибольшие площади. Формируются они практически на всех заниженных участках. Значительные площади в дельте занимают отложения приморских кос и прибрежных полос островов. Они обычно являются бедными гумусом и отмечаются небольшой влагоёмкостью. На аллювиальных отложениях поймы Дуная сформировались дерновые почвы разных типов. Засоленные почвы представлены солончаками, в которых легкорастворимые соли расположены на поверхности.
Флора

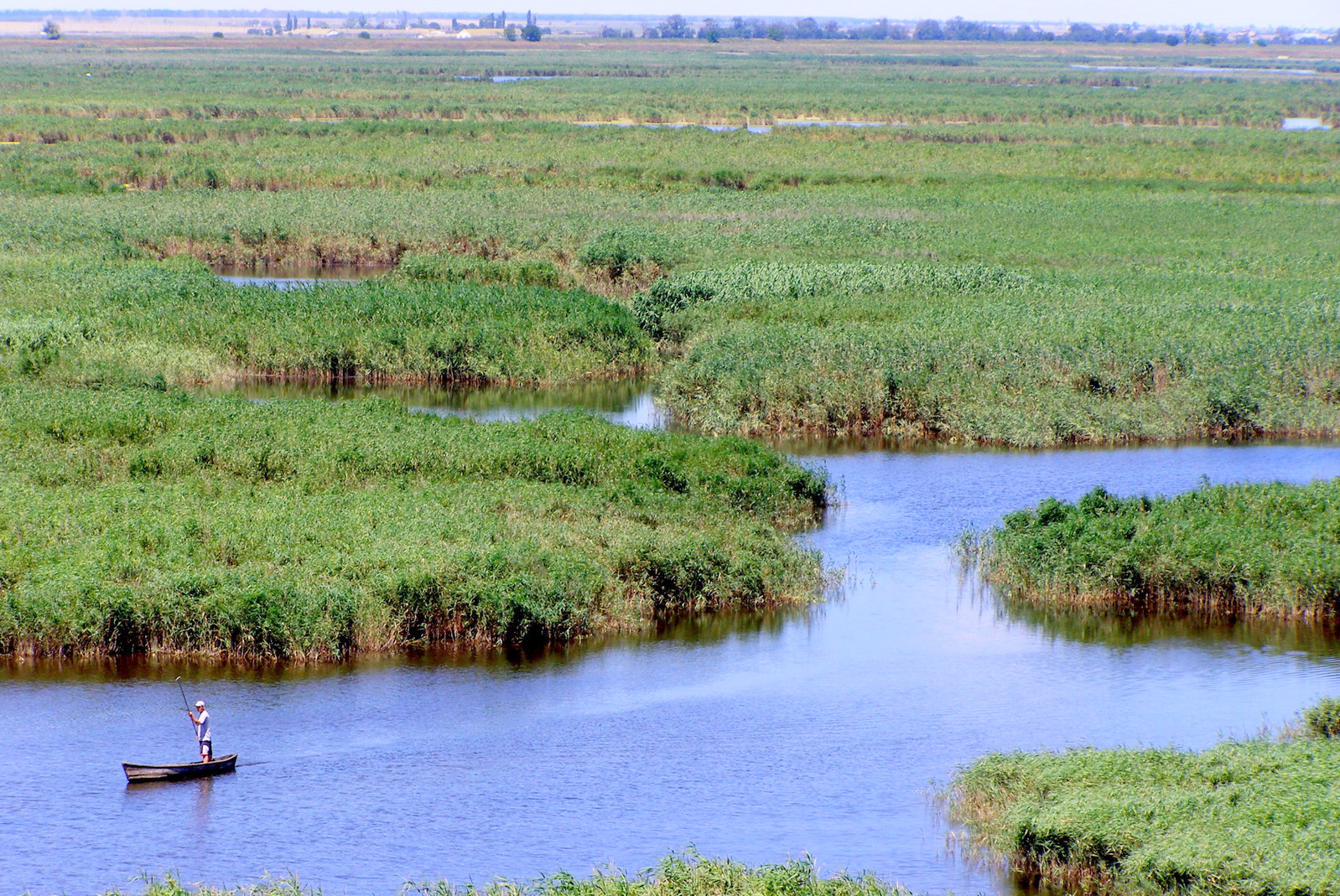
Стенцовско-Жебрияновские плавни в Дунайском биосферном заповеднике

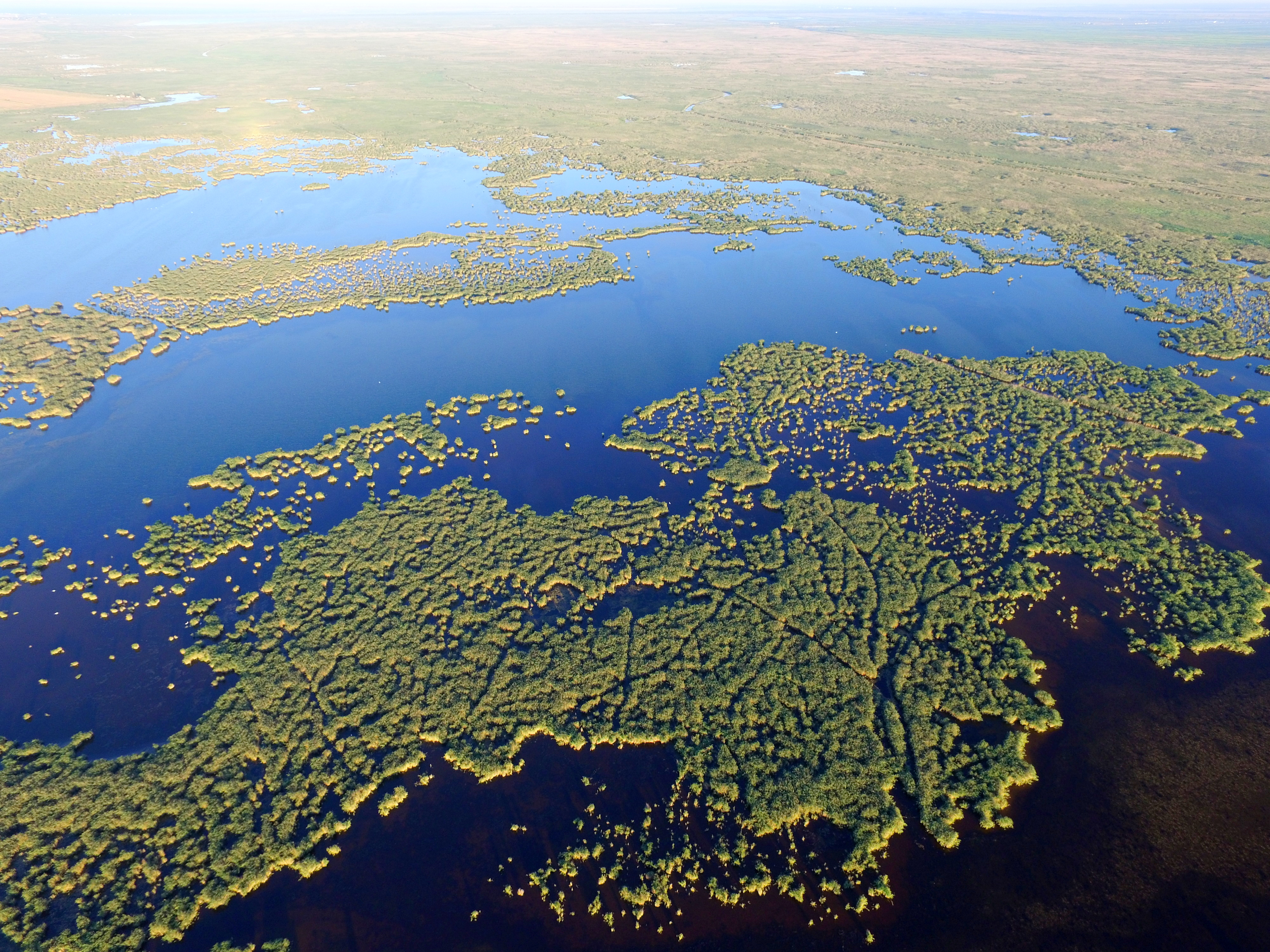
Мозаичные участи лимана Грабовский

Флора Дунайского биосферного заповедника насчитывает около 950 видов сосудистых растений, относящихся к 371 роду и 97 семействам. Среди них значительно преобладают травянистые виды (96,7 %). Основное ядро видового состава растений образует литоральный флористический комплекс. Наибольшим разнообразием отличается флора Жебрияновской песчаной гряды. Подавляющее большинство видов растений заповедника относится к энтомофильной группе.
В экологическом аспекте в составе флоры заповедника преобладают мезофиты (23,3 %), ксеромезофиты (21,0 %), мезоксерофиты (17,0 %) и гигрофиты (13,2 %). Они составляют растительность травяных болот и болотистых лугов, занимают в заповеднике наибольшие площади.
В составе флоры заповедника насчитывается 65 эндемичных видов черноморско-каспийского эндемического комплекса. Они относятся к 44 родам и 21 семье. 16 видов растений занесены в Красную книгу Украины. В заповеднике находятся крупнейшие на Украине заросли водяного ореха плавающего и меч-травы болотной.
Значительным числом представлены адвентивные виды — 13,3 %. Они, главным образом, приуроченные к мелиорированию земель, а также в значительном количестве встречаются на аллювиальных участках приморской гряды.
Растительность заповедника представляет собой территориально целостную, но генетически разнородную совокупность различных её типов: болотной, водной, луговой, галофитной, лесной и псаммофитной. Ведущим фактором, определяющим территориальное деление и соотношение группировок различных типов является гидрологический режим и интенсивность аллювиального процесса.
Основным компонентом растительного покрова биосферного заповедника является болотная растительность, которая занимает больше половины его территории. Второе место принадлежит водной растительности. Она представлена неукоренёнными свободноплавающими, укоренившимися погруженными, укоренившимися с плавающими листьями и воздушноводными формами. Луговая растительность занимает равнинные участки прирусловых и пойменных гряд и представлена группировками болотистых, засоленных, настоящих и остепнённых лугов. Значительные площади занимает псаммофитная растительность. Основные её массивы приурочены к песчаным аренам Жебрияновской гряды.
Лесная растительность заповедника является характерным элементом плавней дельты Дуная, хоть и не занимает в ней значительных площадей. В её составе преобладают различные виды ив. Среди них обычные ива белая и ива ломкая. Кустарниковая растительность, как и лесная является характерным элементом дельты. Она делится на кустарниковую пойменную и кустарниковую приморскую. Характерным видом кустарниковой приморской растительности является облепиха крушиновидная. Её заросли в заповеднике крупнейшие среди естественных на Украине. Солонцовая и солончаковая растительность не является характерным элементом плавней Дуная и представлена незначительными площадями.

Для территории заповедника на сегодня известно 39 видов грибов, относящихся к 21 роду. Это далеко не полный их список, потому что детальные микологические обследования данной территории практически не проводились.

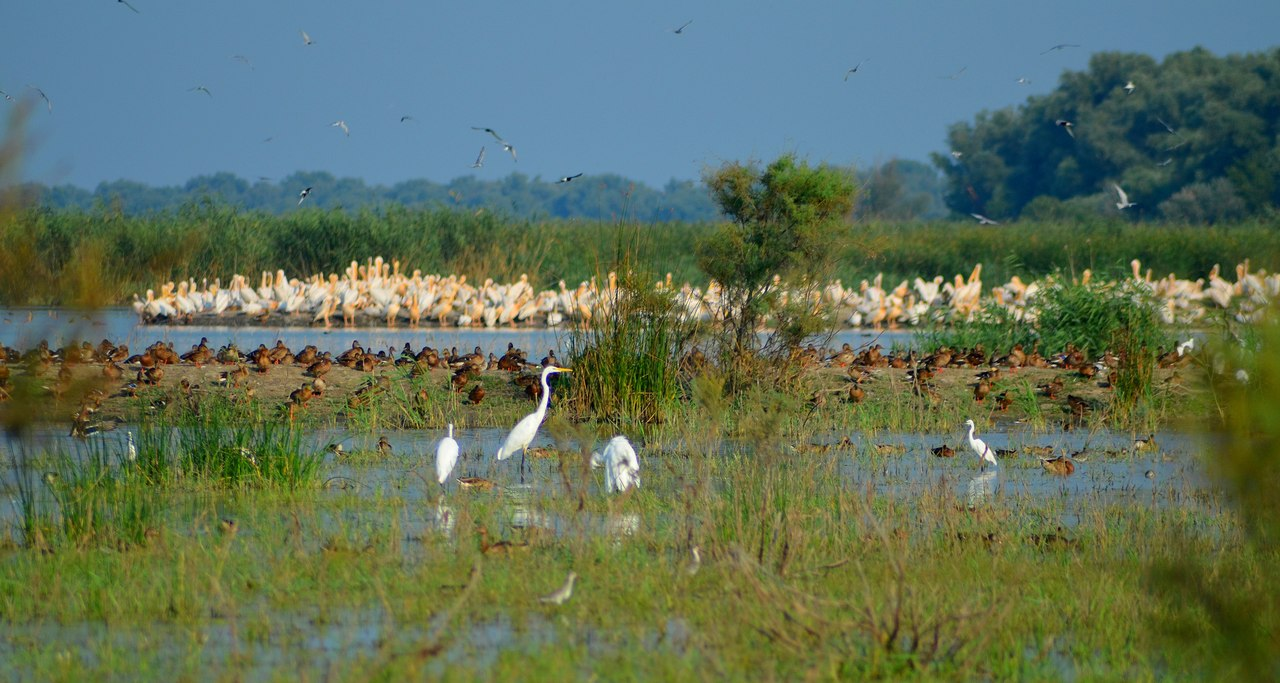
Птичье богатство о. Ермаков

### Фауна
По количеству видов фауны дельта Дуная является едва ли не самым богатым местом в современной Европе. Достаточно полно животный мир представлен и на территории Дунайского биосферного заповедника.
Насекомые

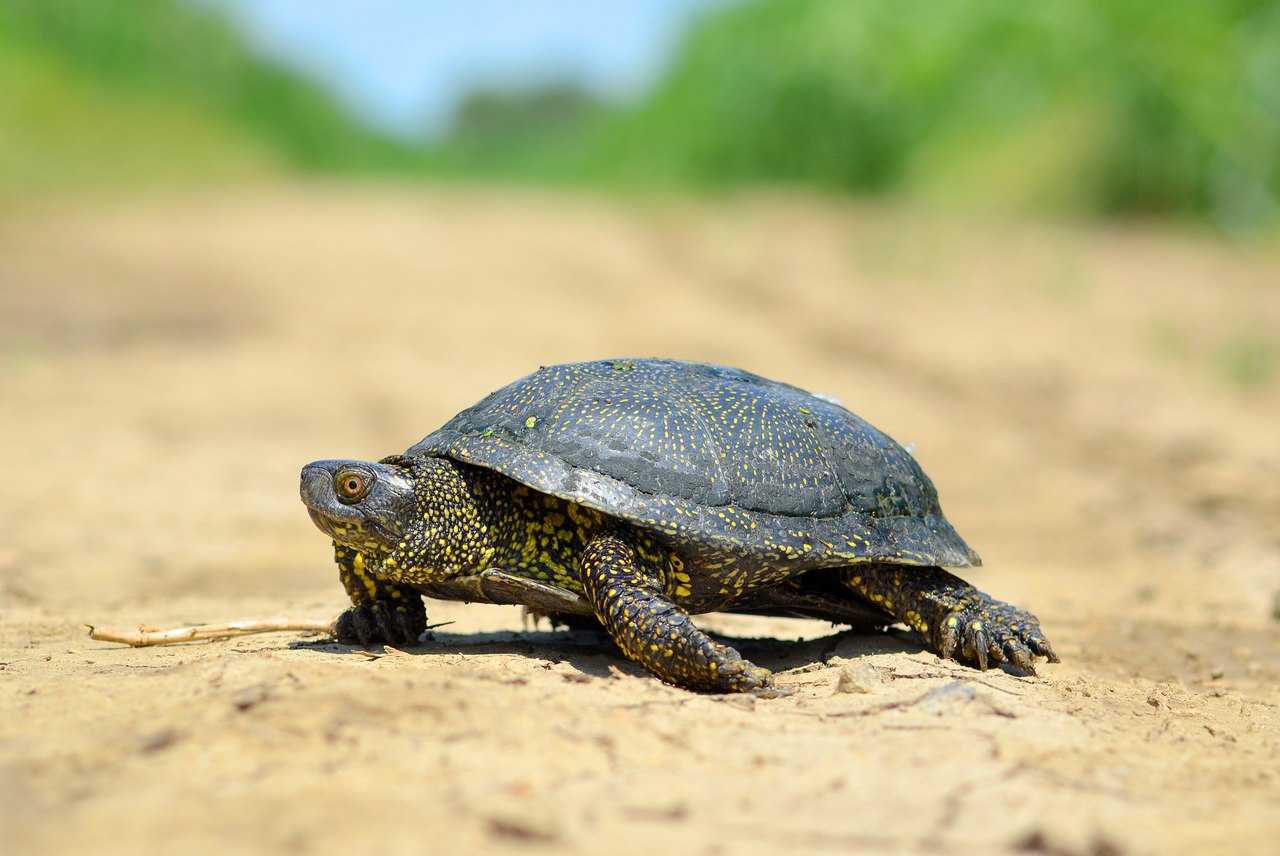
Черепаха болотная европейская (Emys orbicularis)

Для заповедника известно 1937 видов насекомых, среди которых 40 занесены в Европейский красный список и Красную книгу Украины. Причём, по оценкам экспертов, это лишь менее половины всех видов насекомых, реально проживающих на его территории. Общее количество последних оценивается в 5500. Интересно, что среди выявленных для заповедной территории видов насекомых 7 являются новыми для науки.
Земноводные и пресмыкающиеся
Фауна земноводных заповедника и ближайших прилегающих территорий насчитывает 11 видов и 11 подвидов, относящихся к 2 рядам, 6 семьям и 6 родам.
Пресмыкающихся для заповедных территорий известно 6 видов и 6 подвидов, относящихся к 2 рядам, 3 семьям и 5 родам.
Среди земноводных самыми многочисленными являются озёрная и съедобная лягушки, обыкновенная квакша и дунайский тритон, а из пресмыкающихся — болотная черепаха и обыкновенный уж. Среди этой группы животных виды, занесённые в Европейский красный список и Красную книгу Украины в заповеднике отсутствуют.
Птицы

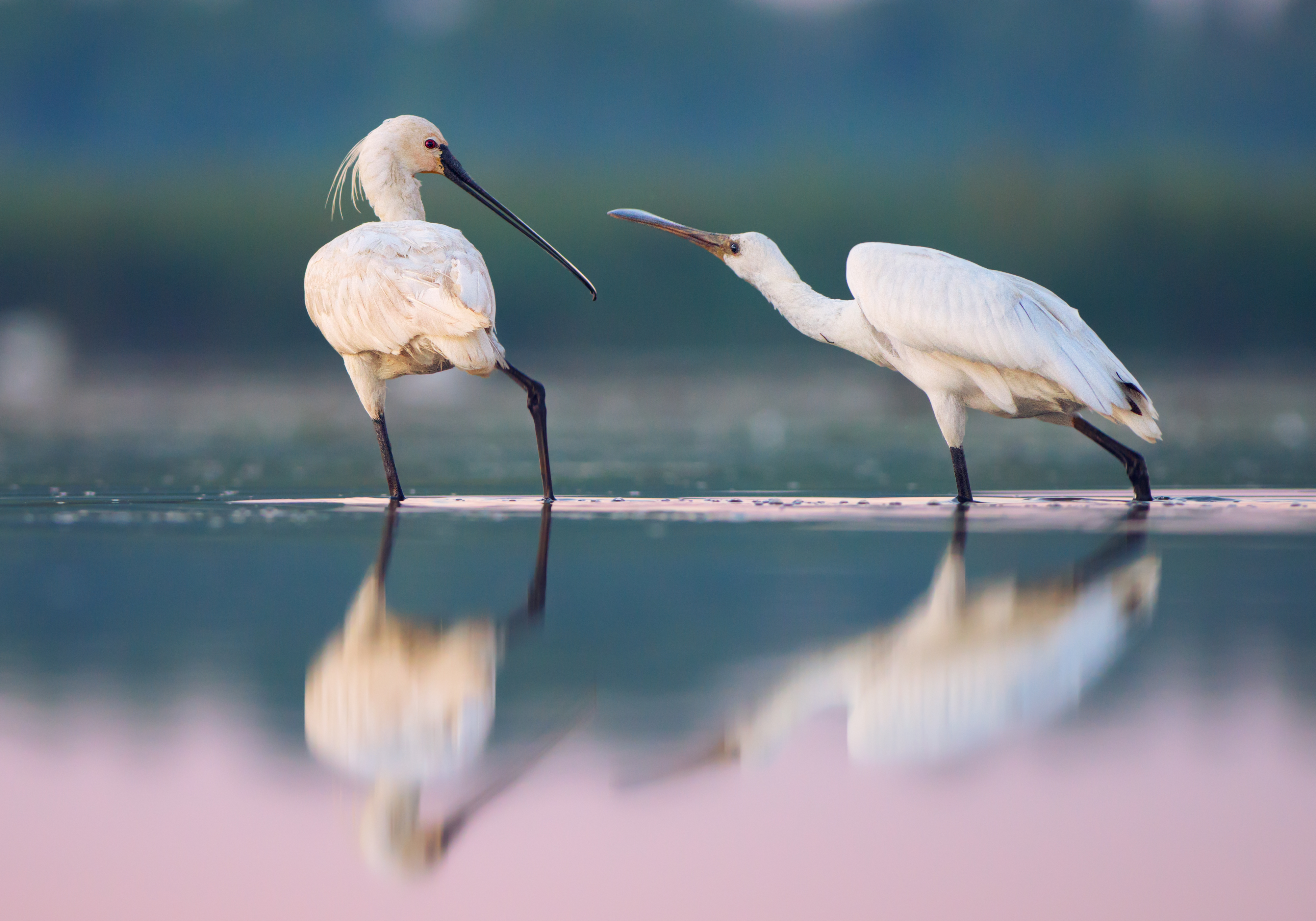
Колпица (Platalea leucorodia) — символ Дунайского биосферного заповедника.

На территории всей дельты р. Дунай отмечено пребывание более 350 видов птиц. С 1983—2017 гг. на территории ДБЗ отмечено пребывание 297 видов, что составляет около 70 % орнитофауны Украины. Исходя из того, что на смежных с ДБЗ территориях (о. Змеиный, румынская часть дельты р. Дунай) отмечено около 70 видов, которые не отмечены на территории ДБЗ, можно предположить, что количество видов на территории ДБЗ значительно больше и в дальнейшем с проведением орнитологического мониторинга их количество в Аннотированном списке птиц ДБЗ может возрастать.
По состоянию на 2017 год общий список птиц, занесенных в Красную книгу Украины, составляет 68 видов. В Европейский Красный список занесены 11 видов, 287 видов охраняется Бернской, 153 — Боннской, 44 — Вашингтонской конвенциями.
Среди колониальных птиц территория Дунайского биосферного заповедника важная для малого баклана — до 1000 пар и колпицы — до 360 пар. Достаточно многочисленны в заповеднике большой баклан, серая, рыжая, малые и большая белые цапли, кваква, речная и пестроносая крачки; также в заповеднике нередки стаи розовых пеликанов до нескольких тысяч особей, которые кормятся здесь. Встречается и кудрявый пеликан.
Рыбы

Белуга (Huso huso)

Фауна рыб заповедника насчитывает 107 видов, относящихся к 39 семействам. При этом в заповедных водах встречаются все 7 видов рыб из Европейского красного списка. А среди 32 видов рыб, занесённых в Красную книгу Украины, здесь обитает 15. Среди них и белуга — самая большая среди рыб, обитающих в пресных водах. Особую роль Дунай, в том числе и заповедная акватория, играют для сохранения черноморских стад проходных осетровых рыб. Среди всех рек Черноморского бассейна только в Дунае ещё сохранился их естественный нерест.
Млекопитающие
Млекопитающие в заповеднике представлены 45 видами. Среди них 7 занесены в Европейский красный список и 19 — в Красную книгу Украины. Для некоторых из них, как норка европейская и лесной кот, угодья дунайской дельты очень важны для выживания в европейском масштабе.
Образовательная и экскурсионная работа
Информационно-туристический центр заповедника находится в центральной части города Вилково на улице Нахимова. В центре имеются информационные, экологообразовательные, природные, краеведческие экспозиции. Зал Информационно-туристического центра, вместимостью около 35 человек, оборудован современной теле- видеоаппаратурой. Есть видеотека фильмов природоохранной направленности. Центр открыт как для местных жителей, в первую очередь школьников, так и для гостей заповедника и города.
Кроме Информационно-туристического центра посетителям заповедника предложено несколько постоянных экскурсионных маршрутов: «Нулевой километр» и «Путь к птицам».